# Rhodes (Iowa)
Rhodes es una ciudad ubicada en el condado de Marshall en el estado estadounidense de Iowa. En el Censo de 2010 tenía una población de 305 habitantes y una densidad poblacional de 116,14 personas por km².

## Geografía
Rhodes se encuentra ubicada en las coordenadas 41°55′40″N 93°11′1″O / 41.92778, -93.18361. Según la Oficina del Censo de los Estados Unidos, Rhodes tiene una superficie total de 2.63 km², de la cual 2.63 km² corresponden a tierra firme y (0%) 0 km² es agua.

## Demografía
Según el censo de 2010, había 305 personas residiendo en Rhodes. La densidad de población era de 116,14 hab./km². De los 305 habitantes, Rhodes estaba compuesto por el 96.72% blancos, el 0% eran afroamericanos, el 0.33% eran amerindios, el 0.33% eran asiáticos, el 0% eran isleños del Pacífico, el 1.97% eran de otras razas y el 0.66% pertenecían a dos o más razas. Del total de la población el 2.3% eran hispanos o latinos de cualquier raza.